# کارتر جونز
کارتر جونز (انگلیسی: Carter Jones؛ زادهٔ ۲۷ فوریهٔ ۱۹۸۹) دوچرخه‌سوار اهل ایالات متحده آمریکا است.
از باشگاه‌هایی که در آن بازی کرده‌است می‌توان به تیم سانوب اشاره کرد.